# Fortunen
Fortunen er et gammelt skovfogedsted på kongernes jagtvej til Dyrehaven og har fået sit navn efter lykkens gudinde, fru Fortuna. Allerede tidligt blev udskænkningen den vigtigste indtægtskilde.
Da Dyrehaven i sin tid blev anlagt gik hegnet nord for det mosedrag, der løber fra Fortunen mod øst til kysten. På det højeste bakkedrag, der er det højeste punkt i Dyrehaven med knap 50 m. over havet, knækkede hegnslinjen i en ret vinkel og her var den bedste vej at komme til Dyrehaven fra Ibstrup Slot, hvor kongen ofte opholdt sig. Der, hvor den gamle jagtvej gik gennem hegnet, blev der opsat en port, Ibstrupporten, og der blev bygget et skovfogedhus, kaldet Fortunen, ved den sydlige side af porten uden for hegnslinjen. Huset var beskedent i størrelse og blev bekostet af kongens kasse med en udgift på 162 rigsdaler.
Fortunen lå ensomt og forblæst, den nærmeste bygning var Ermelundshuset sydvest for Dyrehaven og udsigten må have været formidabel, da den nuværende træbevoksning omkring Fortunen ikke var til stede.
Lige indenfor hegnet lå et knudepunkt hvor vejene bredte sig ud i en vifte, fra nord langs hegnet Hjortekærshusvejen, mod Dyrehavens centrum vejen til Stokkerup og mod øst hovedfærdselsåren mod Klampenborg og kysten. Vejen til Hjortekærhuset blev senere omdøbt til Mandehovedvej og årsagen til dette skal sikkert findes i en hegnsstolpe, som efter sigende havde et udskåret mandehoved på toppen. En kilde angiver at der på stolpen var indskåret de to skovfogders initialer fra henholdsvis Fortunen og Hjortekærshuset, S.S. og G.W., samt årstallet 1836. Stolpen har angiveligt markeret grænsen mellem de to skovfogeders skovparter, men så vidt det fremgår af arkiverne, var Georg Weisler skovfoged i Hjortekærhuset fra 1810 til 1825 og herefter var det Hans Henrik Helgersen. Skovfogeden i Fortunen fra 1826 til 1840 hed Frederik Lohse, mens hans forgænger, så vidt vides, Ole Andersen. Så initialerne stemmer ikke overens med årstal og skovfogednavne. I dag hedder vejen stadig Mandehovedvej og i hegnet omkring haven til Hjortekærshuset står en stolpe med et udskåret mandehoved, der markerer historien om vejens navn.
Den nuværende bygning blev bygget efter en brand i 1937 efter tegning af kgl. bygningsinspektør Johannes Magdahl Nielsen og huser Hotel Fortunen.
Som et led i Københavns befæstning blev der tæt ved Fortunen i 1891-93 opført et fort, der fik navnet Fortunfortet. Det var aktivt til 1920.

## Boligområdet Fortunen
Området huser en eksklusiv parcelhusbebyggelse, der går fra Dyrehaven i øst mod Hjortekærsvej i vest, afgrænset ved Klampenborgvej syd og Rævehøjvej i nord. Boligbebyggelsen ved Fortunen, er en del af området Whiskybæltet.